# Josh Wolf
Josh Wolf, né le 8 juin 1982, est un vidéo-blogueur et journaliste indépendant américain qui a été emprisonné par une cour de district fédérale le 1er août 2006 pour avoir refusé de livrer une collection d'enregistrements vidéo qu'il avait faits en juillet 2005 à San Francisco.
Libéré le 3 avril 2007, il a ainsi fait plus de prison pour refus d'obtempérer à un ordre de la cour que n'importe quel autre journaliste dans l'histoire des États-Unis.
Candidat à la mairie de San Francisco ; il a obtenu le 8 novembre 2007 environ 1 % des suffrages.